# Оборонная улица (Москва)
Оборо́нная улица — небольшая улица на северо-востоке Москвы, в Лосиноостровском районе Северо-восточного административного округа.

## Происхождение названия
Получила название в 1947 году в честь укрепления оборонной мощи СССР.

## Расположение

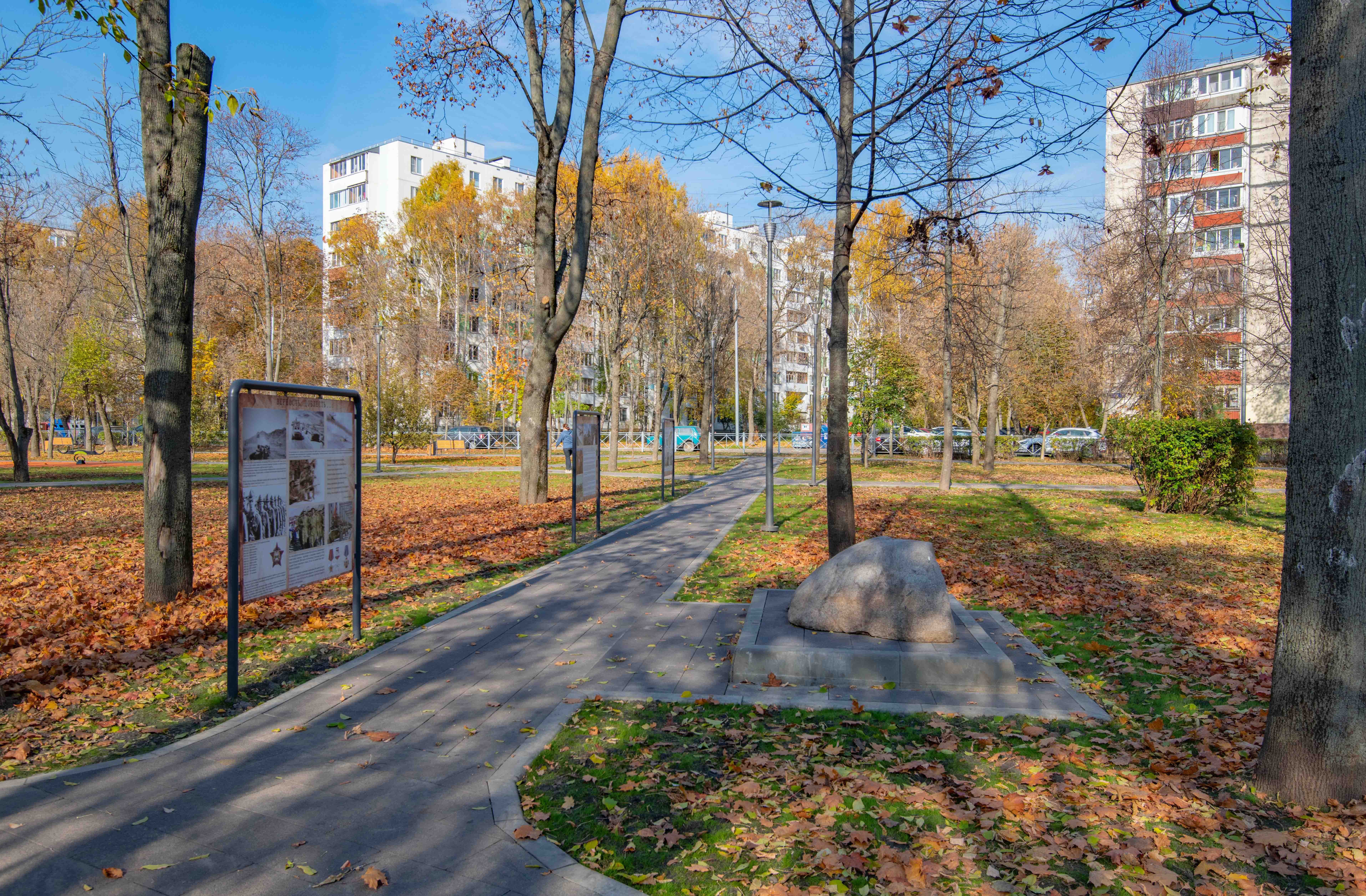
Аллея памяти

Находится между Тайнинской и бывшей Мезенской улицей.
Вдоль улицы проходит сквер. В 2017 году в сквере заложили Аллею памяти – здесь установлен мемориал памяти воинов, уходивших на фронт из города Бабушкина (располагался на территории современного района), и памятный знак ветеранам-афганцам.
В 2021 году сквер открылся после благоустройства. Аллею памяти с мемориальными камнями перенесли вглубь сквера и установили здесь стенды с информацией о героях района. В зоне отдыха обустроили новую сцену, построили две детские площадки с горками, качелями и канатными комплексами, а также спортивные площадки – установили тренажеры и сделали площадку для панна-футбола.
В сквере установили почти 100 новых фонарей, сделали удобную систему навигации. Помимо этого, высадили 70 деревьев, более 400 кустарников, разбили газоны и цветники. Дорожки и тропинки адаптировали для маломобильных горожан.